# Primera División 1968 (Chili)
In 1968 werd het 36ste seizoen gespeeld van de Primera División, de hoogste voetbalklasse van Chili. Santiago Wanderers werd kampioen.  

## Eerste Fase

### Metropolitano
| Plaats | Club                 | Wed. | W | G | V | Saldo | Ptn. |
| ------ | -------------------- | ---- | - | - | - | ----- | ---- |
| 1      | Universidad de Chile | 14   | 9 | 1 | 4 | 34:18 | 19   |
| 2      | Audax Italiano       | 14   | 5 | 7 | 2 | 26:23 | 17   |
| 3      | Universidad Católica | 14   | 5 | 4 | 5 | 17:16 | 14   |
| 4      | Santiago Morning     | 14   | 5 | 4 | 5 | 28:38 | 14   |
| 5      | Colo-Colo            | 14   | 4 | 5 | 5 | 30:25 | 13   |
| 6      | Unión Española       | 14   | 5 | 3 | 6 | 25:24 | 13   |
| 7      | Palestino            | 14   | 4 | 5 | 5 | 23:23 | 13   |
| 8      | Magallanes           | 14   | 2 | 5 | 7 | 18:34 | 9    |

|  | Gekwalificeerd voor finalegroep                  |
|  | Speelt extra ronde voor vijfde plaats te bepalen |

#### Ronde vijfde plaats
| Plaats | Club           | Wed. | W | G | V | Saldo | Ptn. |
| ------ | -------------- | ---- | - | - | - | ----- | ---- |
| 1      | Palestino      | 2    | 1 | 1 | 0 | 3:1   | 3    |
| 2      | Colo-Colo      | 2    | 1 | 0 | 1 | 4:3   | 2    |
| 3      | Unión Española | 2    | 0 | 1 | 1 | 0:3   | 1    |

|  | Gekwalificeerd voor finalegroep |

### Provincial
| Plaats | Club                    | Wed. | W | G  | V  | Saldo | Ptn. |
| ------ | ----------------------- | ---- | - | -- | -- | ----- | ---- |
| 1      | Deportes Concepción (P) | 18   | 8 | 7  | 3  | 23:12 | 23   |
| 2      | Green Cross-Temuco      | 18   | 9 | 4  | 5  | 21:18 | 22   |
| 3      | Santiago Wanderers      | 18   | 7 | 7  | 4  | 23:15 | 21   |
| 4      | Huachipato              | 18   | 6 | 8  | 4  | 28:14 | 20   |
| 5      | Rangers                 | 18   | 3 | 11 | 4  | 14:16 | 17   |
| 6      | Deportes La Serena      | 18   | 6 | 5  | 7  | 14:17 | 17   |
| 7      | Unión La Calera         | 18   | 6 | 5  | 7  | 18:25 | 17   |
| 8      | Everton                 | 18   | 6 | 5  | 7  | 24:32 | 17   |
| 9      | Unión San Felipe        | 18   | 5 | 5  | 8  | 24:32 | 15   |
| 10     | O'Higgins               | 18   | 4 | 3  | 11 | 22:30 | 11   |

|  | Gekwalificeerd voor finalegroep                  |
|  | Speelt extra ronde voor vijfde plaats te bepalen |

#### Ronde vijfde plaats
| Plaats | Club               | Wed. | W | G | V | Saldo | Ptn. |
| ------ | ------------------ | ---- | - | - | - | ----- | ---- |
| 1      | Everton            | 3    | 2 | 0 | 1 | 8:3   | 4    |
| 2      | Deportes La Serena | 3    | 2 | 0 | 1 | 5:3   | 4    |
| 3      | Rangers            | 3    | 2 | 0 | 1 | 4:5   | 4    |
| 4      | Unión La Calera    | 3    | 0 | 0 | 3 | 2:8   | 0    |

|  | Gekwalificeerd voor finalegroep |

## Tweede fase

### Degradatiegroep
| Plaats | Club               | Wed. | W | G | V | Saldo | Ptn. |
| ------ | ------------------ | ---- | - | - | - | ----- | ---- |
| 1      | Colo-Colo          | 14   | 9 | 5 | 0 | 37:17 | 23   |
| 2      | Unión Española     | 14   | 8 | 2 | 4 | 32:25 | 18   |
| 3      | Magallanes         | 14   | 5 | 6 | 3 | 29:24 | 16   |
| 4      | Rangers            | 14   | 5 | 5 | 4 | 16:22 | 15   |
| 5      | Unión La Calera    | 14   | 4 | 4 | 6 | 27:22 | 12   |
| 6      | Deportes La Serena | 14   | 3 | 5 | 6 | 14:21 | 11   |
| 7      | O'Higgins          | 14   | 3 | 3 | 8 | 19:35 | 9    |
| 8      | Unión San Felipe   | 14   | 2 | 4 | 8 | 18:26 | 8    |

|  | Gekwalificeerd voor Serie A |

#### Serie A
| Plaats | Club           | Wed. | W | G | V | Saldo | Ptn. |
| ------ | -------------- | ---- | - | - | - | ----- | ---- |
| 1      | Colo-Colo      | 6    | 5 | 0 | 1 | 24:11 | 10   |
| 2      | Unión Española | 6    | 4 | 1 | 1 | 17:10 | 9    |
| 3      | Rangers        | 6    | 1 | 1 | 4 | 10:15 | 3    |
| 4      | Magallanes     | 6    | 1 | 0 | 5 | 7:22  | 2    |

#### Serie B
| Plaats | Club               | Wed. | W | G | V | Saldo | Ptn. |
| ------ | ------------------ | ---- | - | - | - | ----- | ---- |
| 1      | Deportes La Serena | 6    | 4 | 0 | 2 | 13:9  | 8    |
| 2      | O'Higgins          | 6    | 4 | 0 | 2 | 10:8  | 8    |
| 3      | Unión La Calera    | 6    | 2 | 1 | 3 | 13:12 | 5    |
| 4      | Unión San Felipe   | 6    | 1 | 1 | 4 | 7:14  | 3    |

|  | Degradatie |

### Finalegroep
| Plaats | Club                 | Wed. | W  | G | V  | Saldo | Ptn. |
| ------ | -------------------- | ---- | -- | - | -- | ----- | ---- |
| 1      | Santiago Wanderers   | 18   | 11 | 3 | 4  | 37:20 | 25   |
| 2      | Universidad Católica | 18   | 10 | 4 | 4  | 42:25 | 24   |
| 3      | Universidad de Chile | 18   | 9  | 6 | 3  | 31:17 | 24   |
| 4      | Palestino            | 18   | 7  | 6 | 5  | 37:34 | 20   |
| 5      | Huachipato           | 18   | 7  | 3 | 8  | 18:20 | 17   |
| 6      | Audax Italiano       | 18   | 5  | 5 | 8  | 20:26 | 15   |
| 7      | Green Cross-Temuco   | 18   | 5  | 5 | 8  | 29:36 | 15   |
| 8      | Deportes Concepción  | 18   | 4  | 6 | 8  | 21:28 | 14   |
| 9      | Santiago Morning     | 18   | 5  | 4 | 9  | 32:46 | 14   |
| 10     | Everton              | 18   | 4  | 4 | 10 | 20:35 | 12   |

|  | Kampioen, gekwalificeerd voor Copa Libertadores 1969 |
|  | Gekwalificeerd voor Pre-Libertadores                 |

#### Pre-Libertadores
| Plaats | Club                 | Wed. | W | G | V | Saldo | Ptn. |
| ------ | -------------------- | ---- | - | - | - | ----- | ---- |
| 1      | Universidad Católica | 2    | 1 | 0 | 1 | 2:2   | 2    |
| 2      | Universidad de Chile | 2    | 1 | 0 | 1 | 2:2   | 2'   |

|  | Gekwalificeerd voor Copa Libertadores 1969 |